# 僰人

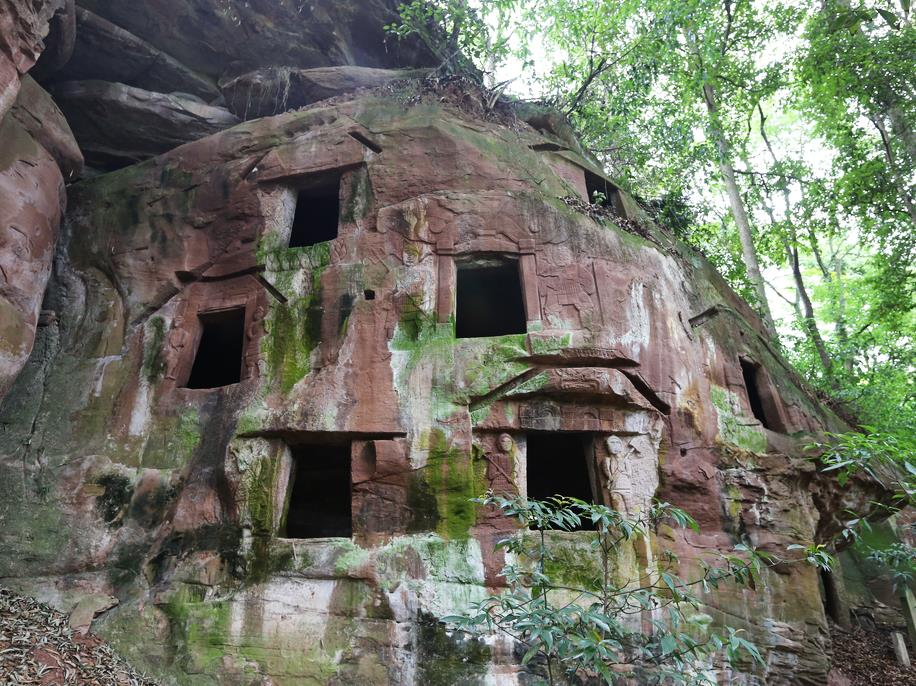
四川宜賓石城山僰人崖墓群

僰為西部古族，氐羌之類。

## 漢代僰人
漢魏時期，僰多與氐羌同時提及，而且曾經北達湟中，為氐羌之類。

## 明代僰人
明代僰人即今日白族之先民。從族姓上來看，明代僰人的段、楊、高、尹諸姓，都是現在白族中的大姓。
明代僰人分佈地和當今白族大致相同。
萬曆元年（1573年）——以「僰人拒稅」理由，派總兵劉顯帶領14萬大軍討伐。

## 僰文
僰文，也被稱爲方块白文、汉字白文、汉字型白文或古白文，是白族人民仿照漢字創造的书写白语的意音文字書寫系統。

## 僰人懸棺
懸棺是僚俗而非僰俗，懸棺為宋明時期事，明時所謂的僰人指的都只是白、彝這樣的人群，僰人懸棺的說法卻最早出現在明以後。
云南盐津乃至于整个川滇间叙南片区的“僰人悬棺”在历史文献上只在清代地方志的记载中才出现的，例如清乾隆饿县勘“艺文志”载： “僰棺崖，县南上下罗计诸山中，僰酋悬棺之崖甚多，世代姓名皆无考”。又如清光绪供文县劫“坟墓”载： “古僰人墓，建武一带，凡悬崖峭壁上，凿岩为穴，置棺其中，重叠相望，今其棺尚有存者”。而在较早的历史文献中并没有把“悬棺”与“僰人”相连的。现知最早记载叙南崖葬的当是北宋的《太平寰宇记》，其卷八“泸州风俗”中载： “其夷僚则与汉不同，⋯巢居岩谷，因险凭高。著斑布，击铜鼓，弄鞘刀。男则露髻跣足，女则椎髻横裙。夫亡妇不归家，葬之崖穴”。北宋时昭通一带是与乌蛮交界的“叙州领羁縻州”及“泸州领羁縻州”地，此地早已没有“僰人”的踪迹，流行崖葬习俗的是“夷僚”的“僚人”而不是“僰人”或“乌蛮”。